# Treze Passos para o Mentalismo
Treze Passos para o Mentalismo é um livro sobre mentalismo de Tony Corinda . Ele foi originalmente publicado como treze folhetos menores, formando um curso de mentalismo, e posteriormente em 1961, foi republicado como um livro. Hoje, a maioria dos mágicos considera esse livro uma obra clássica sobre o tema do mentalismo.
O livro descreve várias técnicas usadas por mentalistas para alcançar o que parecem ser fenômenos psíquicos, como telepatia, precognição, percepção extra-sensorial, telecinese e a capacidade de se comunicar com os mortos por meio da mediunidade.
O livro tem informações detalhadas sobre leitura fria, leitura quente, construção e uso de dispositivos como o truque swami, billets e canetas billet.
Juntamente com Practical Mental Effects de Annemann e Mind, Myth and Magick de TA Waters, ele é considerado literatura obrigatória para qualquer mágico, mentalista ou estudante estudante de magia cênica que deseje incorporar o entretenimento psíquico em seu repertório. Mentalistas como Derren Brown,  Larry Becker,  Lee Earle ,  Richard Osterlind  e Banachek  basearam-se nos Treze Passos para o Mentalismo para criar seus próprios efeitos mentais.
Em 2011, Treze Passos para o Mentalismo de Corinda foi republicado na Enciclopédia do Mentalismo e Mentalistas. 